# Hefenhofen
Hefenhofen ist eine politische Gemeinde und eine Ortschaft im Bezirk Arbon des Schweizer Kantons Thurgau.
Bis 2002 war Hefenhofen eine Einheitsgemeinde.

## Geographie
Die nördlich von Amriswil gelegene Gemeinde umfasst die 11 Weiler Hefenhofen, Brüschwil, Hamisfeld, Auenhofen, Chappehuse, Chatzerüti, Sonnenberg, Chressibuech, Hatswil, Tohueb und Moos. Niederaach gehörte 1816 bis 1936 zu Hefenhofen. Hefenhofen grenzt an die Gemeinden Sommeri, Kesswil, Dozwil, Uttwil, Romanshorn, Salmsach und Amriswil.

## Geschichte

Luftbild (1959)

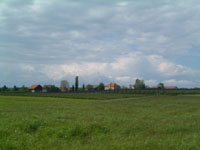
Blick auf Sonnenberg

Hefenhofen wurde 817 erstmals urkundlich erwähnt. Hefenhofen war ein äbtisch-sankt-gallisches Lehen und bis ins 17. Jahrhundert Teil der Herrschaft Hagenwil (Offnung 1467). 1600 wurde das Niedergericht Hefenhofen gebildet, das Hefenhofen, Auenhofen, Hatswil, Moos und Tonhub umfasste. 1644 teilten die Herren von Bernhausen die Herrschaft auf, dann folgten bis 1798 einige Besitzerwechsel. Kressibuch war vor 1798 ein sogenanntes Hohes Gericht und dem eidgenössischen Landvogt im Thurgau direkt unterstellt. Das seit der Reformation evangelische Hefenhofen gehörte kirchlich stets zu Sommeri. 1870 wurden die Verwaltungen der räumlich identischen Orts- und Munizipalgemeinde Hefenhofen zur Einheitsgemeinde Hefenhofen zusammengelegt.
Im 19. Jahrhundert waren in Hefenhofen Acker- und Obstbau vorherrschend, ausserdem bestand eine Weberei. Gegen Ende des 19. Jahrhunderts erfolgte der Übergang zur Vieh- und Milchwirtschaft. Um 1900 zählte Hefenhofen einige Stickereibetriebe und eine Seidenwirkerei. Neben dem 1877 gegründeten Baugeschäft Stutz, das gruppenweit 2024 rund 800 Mitarbeiter beschäftigt, und der Mühle Hatswil erfolgte die Ansiedlung weiterer Gewerbebetriebe erst nach 1950. Die 1975 eröffnete Kehrichtverbrennungsanlage der Region Oberthurgau schloss ihre Tore 1996. Heute prägen neben Gewerbebauten zahlreiche Ein- und Mehrfamilienhäuser die ländliche Wohngemeinde.

## Wappen
Blasonierung: In Schwarz ein gekrönter gelber Bärenkopf.
Der Bärenkopf und die Farben symbolisieren die früheren engen Beziehungen zwischen Hefenhofen und dem Kloster St. Gallen. Die Krone des Bären bringt zum Ausdruck, dass der Kaiser Ludwig der Fromme die Urkunde mit der ersten Erwähnung Hefenhofens ausstellte.

## Bevölkerung
| Hier fehlt eine Grafik, die leider im Moment aus technischen Gründen nicht angezeigt werden kann. Wir arbeiten daran! |

| Jahr      | 1850 | 1900 | 1930 | 1941 | 1950 | 1980 | 2000 | 2010 | 2018 | 2023 |
| Einwohner | 795  | 873  | 1060 | 926  | 913  | 711  | 1108 | 1188 | 1193 | 1274 |

Der 1936 von Hefenhofen abgetrennte Weiler Niederaach hatte im Jahr 1960 79 Einwohner.
Von den insgesamt 1274 Einwohnern der Gemeinde Hefenhofen am 31. Dezember 2023 waren 194 bzw. 15,2 % ausländische Staatsbürger. 422 Einwohner (33,1 %) waren evangelisch-reformiert und 357 (28,0 %) römisch-katholisch.

## Wirtschaft
Im Jahr 2016 bot Hefenhofen 564 Personen Arbeit (umgerechnet auf Vollzeitstellen). Davon waren 9,4 % in der Land- und Forstwirtschaft, 61,3 % in Industrie, Gewerbe und Bau sowie 29,3 % im Dienstleistungssektor tätig.

## Politisches
Der Gemeinderat besteht aus 5 Mitgliedern, inklusive des Gemeindepräsidenten.

## «Fall Hefenhofen»
Im Jahr 2017 erlangte die Gemeinde als Namensgeberin eines Tierschutzskandals überregionale Bekanntheit. Im «Fall Hefenhofen» hatte sich ein Pferdehalter aus dem Ortsteil Brüschwil jahrelang über Vorschriften und Gesetze hinweggesetzt sowie mehrfach Beamte bedroht. Am 31. Oktober 2018 gestand die Thurgauer Regierung anlässlich der Vorstellung eines externen Untersuchungsberichts zahlreiche Fehler und Versäumnisse ein.

## Sehenswürdigkeiten

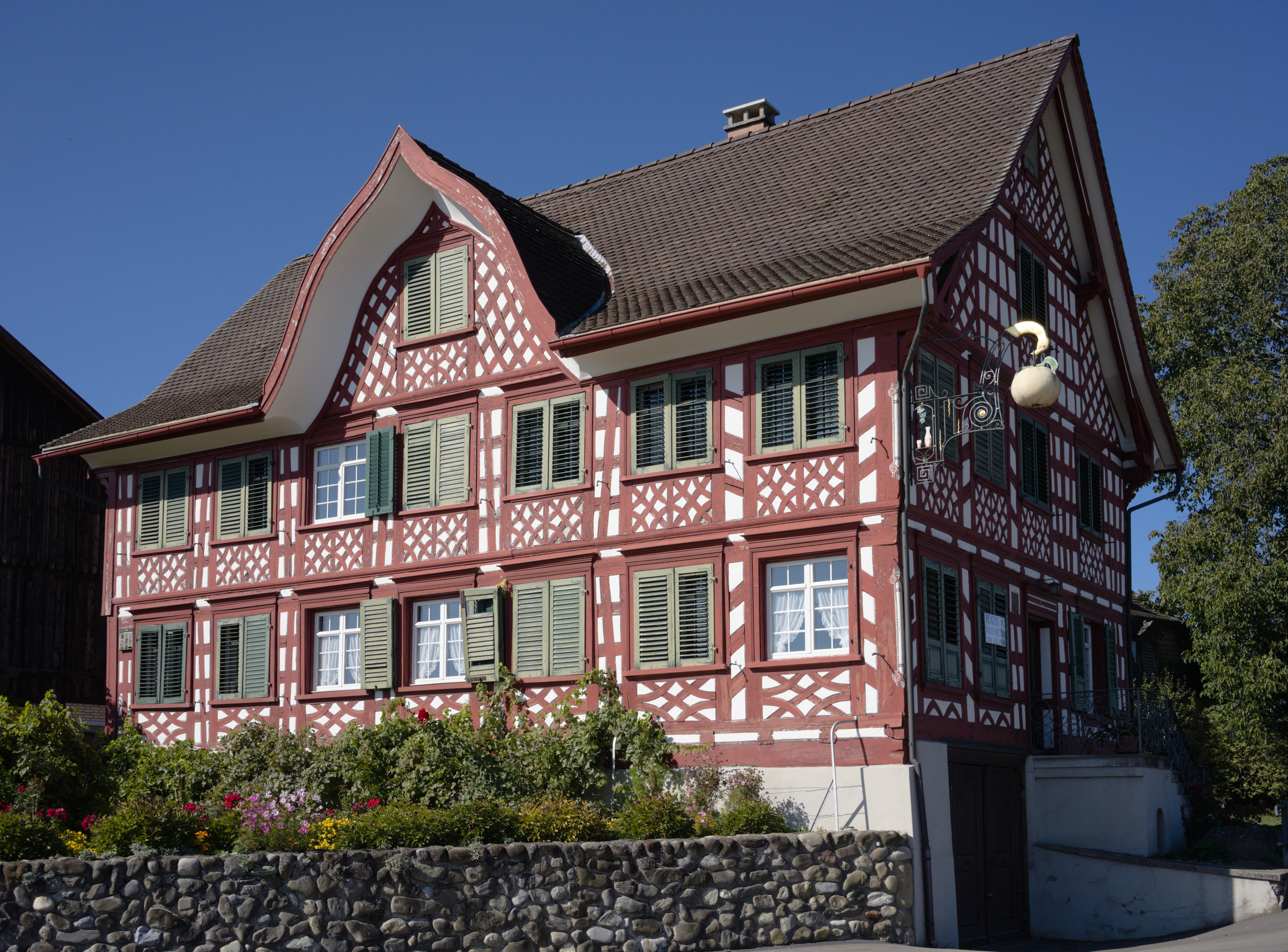
Haus «zum Roten Öpfel»

In Hefenhofen (Sonnenberg) findet man das Haus «zum Roten Öpfel». Es handelt sich um einen Fachwerkbau, der 1811 von Zimmermeister Knup errichtet worden ist.

## Persönlichkeiten
- Ernst Ackermann (1886–1978), Statistiker
- Emma Coradi-Stahl (1846–1912), Schweizer Frauenrechtlerin, unternehmerisch tätig
- Robert Hunger-Bühler (* 1953), Schauspieler
- Bernhard Oberholzer (* 1985), Radrennfahrer
- Heinrich Ott (1780–unbekannt), Herr von Hefenhofen und Moos sowie Bürgermeister von Zürich
- Frank Cabrera Hernandez / Kiko (* 1991), Schweizer Comedian, in Hefenhofen aufgewachsen